# Резолюция Совета Безопасности ООН 43
В Резолюции Совета Безопасности ООН 43, единогласно принятой 1 апреля 1948 года, отмечается рост насилия и беспорядков в Палестине. Также резолюция призывает Еврейское агентство для Палестины и Верховный арабский комитет предоставить своих представителей в Совет Безопасности для организации и обеспечения перемирия. В резолюции также содержится призыв к вооруженным арабским и еврейским группам немедленно прекратить акты насилия.